# Legundi (Karangjati)
Legundi is een bestuurslaag in het regentschap Ngawi van de provincie Oost-Java, Indonesië. Legundi telt 3638 inwoners (volkstelling 2010).